# Oddish
Oddish (japanski: ナゾノクサ Nazonokusa) jedan je od 1025 fiktivnih vrsta Pokémona iz medijske franšize Pokémon, skupa Pokémon videoigara, animiranih serija, manga stripova, knjiga, igraćih karata i drugih medija kojima je tvorac Satoshi Tajiri. Svrha je Oddisha u videoigrama, animiranoj seriji i manga stripovima, kao i svrha ostalih Pokémona, borba s divljim Pokémonima – neukroćenim stvorenjima koje igrači i likovi pronalaze dok kreću na razne avanture – i pripitomljenim Pokémonima drugih Pokémon trenera.

## Etimologijaimena
Oddishovo je ime kombinacija engleskih riječi "odd" = čudno, neobično; te "radish" = rotkvica. 
Njegovo japansko ime, Nazonokusa, izvedenica je japanskih riječi "nazono" = misteriozan, enigmatičan, i "kusa" = trava, korov.

## Pokédex podaci
- Pokémon Red/Blue: Tijekom dana, drži svoje lice zakopano ispod tla. Noću luta uokolo raspršujući sjemenke.
- Pokémon Yellow: Može ga se zamijeniti s gomoljem korova. Ako ga netko na silu pokuša izvući iz zemlje, zaprepašteno će vrištati.
- Pokémon Gold: Budi se s mjesečinom, aktivno lutajući noću. Tijekom dana, mirno provodi svoje vrijeme zakopan pod zemljom.
- Pokémon Silver: Ako biva izložen mjesečini, počinje se kretati. Luta uokolo raspršujući sjemenke.
- Pokémon Crystal: Tijekom dana, ostaje u hladnoj zemlji kako bi izbjegao sunce. Raste kupajući se u mjesečevom svjetlu.
- Pokémon Ruby: Tijekom dana, Oddish se zakopava u tlo upijajući hranjive tvari iz zemlje koristeći čitavo tijelo. Što je tlo plodnije, njegovi listovi postaju sjajniji.
- Pokémon Sapphire: Oddish provodi vrijeme u potrazi za plodnim tlom bogatim hranjivim tvarima kako bi se u njega ukopao. Tijekom dana, dok je ukopan u tlo, stopala ovog Pokémona mijenjaju oblik u tvorbu nalik korijenju.
- Pokémon Emerald: Ovaj Pokémon raste upijajući mjesečevo svijetlo. Tijekom dana, ukopava se u tlo, ostavljajući vidiljive samo svoje listove, izbjegavajući na taj način neprijatelje.
- Pokémon FireRed: Znanstveno ime ovog Pokémon glasi "Oddium Wanderus". Kažu kako tijekom noći propješači preko 300 metara na svoja dva korijena.
- Pokémon LeafGreen: Tijekom dana, drži svoje lice zakopano ispod tla. Noću luta uokolo raspršujući sjemenke.
- Pokémon Diamond/Pearl: Često usađuje svoje korijenaste noge u tlo tijekom dana, a raspršuje sjemenke tijekom noći.

## U videoigrama
Oddisha je veoma čest u mnogim igrama. U Pokémon Yellow može ga se pronaći Stazi 12, 13, 14, 15, 24 i 25, dok ga se u Pokémon Red može naći na svim navedenim Stazama, kao i Stazama 5, 6 i 7. Pokémon FireRed povećava njegovu dostupnost i na Šumu Bobica, Veznom Mostu, Rtu Brink i Vodenom Putu.
U Pokémon Silver i Gold, Oddisha se može pronaći na Stazama 5, 6, 24, 25 i Ilex Šumi.
U Pokémon Ruby, Sapphire i Emerald, Oddisha se može pronaći na Stazama 110, 117, 119, 120, 121, 123 i Safari Zoni.
U igrama Pokémon Diamond i Pearl, Oddish je dostupan na Stazama 224, 229 i 230.
Kao Elementarni Pokémon s još dva stupnja razvoja, Oddish ima prilično dobre statistike, posebno Special Attack. 

## Tehnike
| Prirodne tehnike                 | Prirodne tehnike | Prirodne tehnike |
| -------------------------------- | ---------------- | ---------------- |
| Tehnika                          | Vrsta tehnike    | Razina           |
| Upijanje (Absorb)                | Travnati         |                  |
| Slatki miris (Sweet Scent)       | Normalni         | 5                |
| Kiselina (Acid)                  | Otrovni          | 9                |
| Otrovni prah (PoisonPowder)      | Otrovni          | 13               |
| Omamljujuća spora (Stun Spore)   | Travnati         | 15               |
| Uspavljujući prah (Sleep Powder) | Travnati         | 17               |
| Mega isušivanje (Mega Drain)     | Travnati         | 21               |
| Čarolija sreće (Lucky Chant)     | Normalni         | 25               |
| Dar prirode (Natural Gift)       | Normalni         | 29               |
| Mjesečina (Moonlight)            | Normalni         | 33               |
| Ples latica (Petal Dance)        | Travnati         | 41               |

## Statistike
| HP:      | 45 |  |
| Attack:  | 50 |  |
| Defense: | 55 |  |
| Special: | 75 |  |
| SpAtk:   | 75 |  |
| SpDef:   | 65 |  |
| Speed:   | 30 |  |

Statistika Special korištena je samo tijekom prve generacije; kasnije je podijeljenja na Special Attack i Special Defense statistike.

## U animiranoj seriji
Oddish se u animiranoj seriji pojavljivao nekoliko puta, ali više-manje svaki put imao je sporednu ulogu. Oddish se često pojavljuje kao član neke grupe Travnatih Pokémona.
U jednoj značajnijoj epizodi, Oddish se pojavljuje u grupi Hoppipa koje njihova vlasnica koristi za predviđanje vremena. Nesretni Oddish zavidi Hoppipima zbog njihove sposobnosti da "lete" na jačim povjetarcima.